# Rickenella mellea
≠
Rickenella mellea är en svampart som först beskrevs av Singer & Clem., och fick sitt nu gällande namn av Lamoure 1979. Enligt Catalogue of Life ingår Rickenella mellea i släktet Rickenella, klassen Agaricomycetes, divisionen basidiesvampar och riket svampar, men enligt Dyntaxa är tillhörigheten istället släktet Rickenella, familjen Rickenellaceae, ordningen Hymenochaetales, klassen Agaricomycetes, divisionen basidiesvampar och riket svampar. Artens status i Sverige är: Ej påträffad. Inga underarter finns listade i Catalogue of Life.